# Кладно

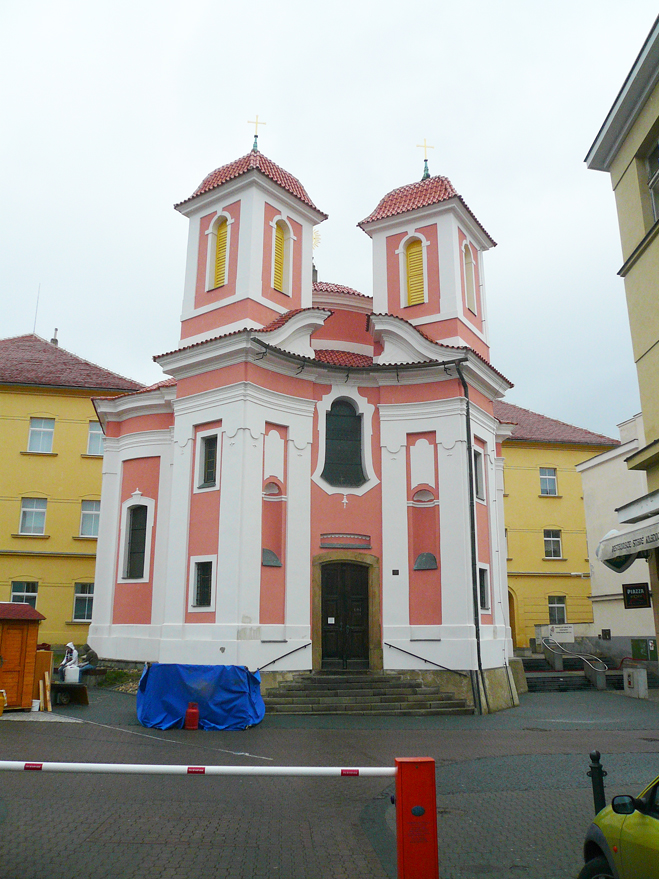
Капелла Святого Флориана

Кла́дно (чеш. Kladno) — статутный город Среднечешского края Чехии, муниципалитет с расширенными полномочиями и административный центр одноимённого района.

## География
Город расположен в 25 км к северо-западу от центра Праги.

## История
Первое упоминание о Кладно восходит к XIV в., в 1561 Кладно получил права местечка, что позволило ему проводить ярмарки, однако в течение почти 400 лет оставался незначительным поселением: ещё в первой половине XIX века число жителей не превышало 500 человек. Население занималось, главным образом, сельским хозяйством, а также валкой леса и производством древесного угля с последующим их сбытом в Праге; с этой целью между городами была построена (1830) одна из первых на континенте конно-железных дорог.
Настоящий расцвет города начинается только с середины XIX в. Кладно — исторический центр чешской тяжёлой промышленности. Залежи высококачественного каменного угля обнаружены здесь в 1842, через несколько лет была сооружена первая шахта, первая доменная печь построена в 1855. Город является центром Кладненского каменноугольного бассейна, бывшего сырьевой базой Пражского промышленного района. Основой промышленности был металлургический комбинат Poldi (во времена социалистического режима называвшийся SONP — «Национальное предприятие Среднечешский сталелитейный завод»), а также заводы металлургического и горного машиностроения. Специфика экономики была причиной того, что Кладно являлся одним из мест зарождения чешского рабочего, социал-демократического, а затем и коммунистического движения.
В ноябре 1920 года, когда в Чехословакии разразился политический кризис и началась всеобщая забастовка, в Кладно рабочие провозгласили «Советскую республику». Чешские силовики подавили восстание.
С распадом СЭВ и падением социалистического режима в Чехии тяжелая индустрия Кладно пришла в упадок, неудачно приватизированная компания Poldi в 1997—1998 гг. оказалась на грани банкротства, ряд металлургических и горнодобывающих предприятий был закрыт, в результате чего уровень безработицы в 1999 достиг 11 %. Вместе с тем энергичные меры по привлечению иностранных инвесторов позволили уже к 2005 исправить положение. В настоящее время в Кладно располагаются производства таких крупных компаний как LEGO (игрушки; единственный завод в Европе за пределами Дании), Sagem (телефоны мобильной связи), Showa Aluminium (автомобильные кондиционеры), Celestica (печатные схемы), Dr. Oetker (пищевые продукты, концентраты и добавки), Kablo (электрические кабели) и другие. Металлургическое производство реконструировано и работает, в основном, по индивидуальным заказам, производя мелкосерийную, но высококачественную продукцию (например, стальные хирургические инструменты или валы судовых двигателей и турбин).
Город имеет сеть автобусных линий и связан автострадой и железной дорогой с Прагой. В настоящее время ведутся подготовительные работы по строительству линии скоростного трамвая, который свяжет Кладно с аэропортом Рузине (Ruzyně) и центром Праги.

## Спорт
В городе есть два зимних стадиона, футбольный стадион, крытый бассейн с аквапарком, легкоатлетический манеж и множество спортивных залов, площадок и теннисных кортов. Хоккейная команда Poldi (SONP) в прошлом — многократный чемпион ЧССР, в которой играли такие звезды как Ф. Поспишил, М.Нови и один из лучших хоккеистов в истории Я.Ягр.

## Достопримечательности
К достопримечательностям Кладно относятся барочный замок XVIII века (ныне краеведческий музей), ратуша, чумной столб, в окрестностях — руины городища Будеч (чеш. Budeč, IX—X вв.) с ротондой Св. Петра и Павла (ок. 895 г., считается старейшим из сохранившихся каменных сооружений на территории Чехии), национальный памятник антифашистского сопротивления в Лидице (чеш. Lidice), этнографический музей (скансен) в Тржебизе (чеш. Třebíz). В последние годы исторический городской центр, подвергшийся деградации при прежнем режиме, практически полностью восстановлен. Гордостью Кладно являются Среднечешский театр с почти столетней традицией и галерея замка.

## Население
| 1869    | 1869    | 1880    | 1880    | 1890    | 1900    | 1910    | 1921    | 1930    | 1930    | 1950    | 1950    |
| ------- | ------- | ------- | ------- | ------- | ------- | ------- | ------- | ------- | ------- | ------- | ------- |
| 16 421  | ↘10 707 | ↗23 863 | ↘14 085 | ↗32 079 | ↗42 521 | ↗49 668 | ↘48 941 | ↗51 249 | ↘20 751 | ↗50 470 | ↘44 044 |
| 1961    | 1961    | 1970    | 1970    | 1980    | 1980    | 1991    | 1991    | 2001    | 2014    | 2016    | 2017    |
| ↗49 507 | ↗55 919 | ↗57 441 | ↗63 076 | ↗71 141 | →71 141 | ↗71 753 | →71 753 | ↘71 132 | ↘68 519 | ↘68 466 | ↗68 660 |
| 2018    | 2019    | 2020    | 2021    | 2021    | 2022    | 2023    | 2024    |         |         |         |         |
| ↗68 804 | ↗69 054 | ↗69 337 | ↘68 896 | ↘67 756 | ↘66 903 | ↗68 436 | ↗69 078 |         |         |         |         |

## Города-побратимы
- Белвью, США
- Ахен, Германия
- Витри-сюр-Сен, Франция
- Подольск, Россия